# Hylemeridia dexithea
Hylemeridia dexithea là một loài bướm đêm trong họ Geometridae.